# Avia B-158

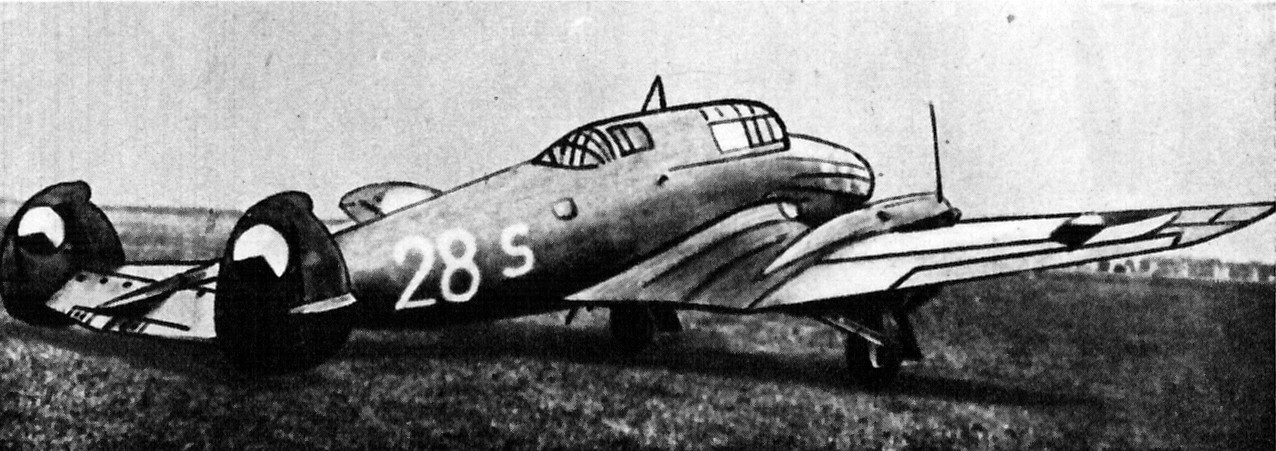
Avia B-158

De Avia B-158 is een Tsjechoslowaaks laagdekker verkenningsvliegtuig en lichte bommenwerper gebouwd door Avia. De eerste vlucht vond plaats in het jaar 1938.

## Specificaties
- Bemanning: 3
- Lengte: 12 m
- Spanwijdte: 16
- Vleugeloppervlak: 43 m2
- Leeggewicht: 4 300 kg
- Startgewicht: 6 600 kg
- Motoren: 2× door Avia gebouwde Hispano-Suiza 12Ydrs, 642 kW (860 pk) elk
- Maximumsnelheid: 435 km/h
- Kruissnelheid: 365 km/h
- Plafond: 8 500 m
- Vliegbereik: 1 100 km
- Klimsnelheid: 7 m/s